# Monumento di Monte Sabbiuno
Il monumento di Monte Sabbiuno, o Monumento ai caduti di Sabbiuno o Memoriale di Sabbiuno è un sacrario ai caduti della Resistenza situato nel parco collinare di Sabbiuno, tra i calanchi del Monte di Paderno, all'estremità meridionale del territorio bolognese, a circa 9 km dal centro cittadino, sulla strada per Sasso Marconi. 
Commemora i circa 100 partigiani e prigionieri politici fucilati dai nazifascisti fra il 14 e il 23 dicembre 1944 in quello che è conosciuto come l'eccidio di Sabbiuno di Paderno. Si tratta di uno dei più importanti luoghi della memoria dell'antifascismo bolognese.

## Storia
Il monumento è stato realizzato dal Gruppo Architetti Città Nuova (Letizia Gelli Mazzucato, Umberto Maccaferri e Gian Paolo Mazzucato) fra il 1972 e il 1973, e inaugurato il 2 giugno 1973.

## Descrizione

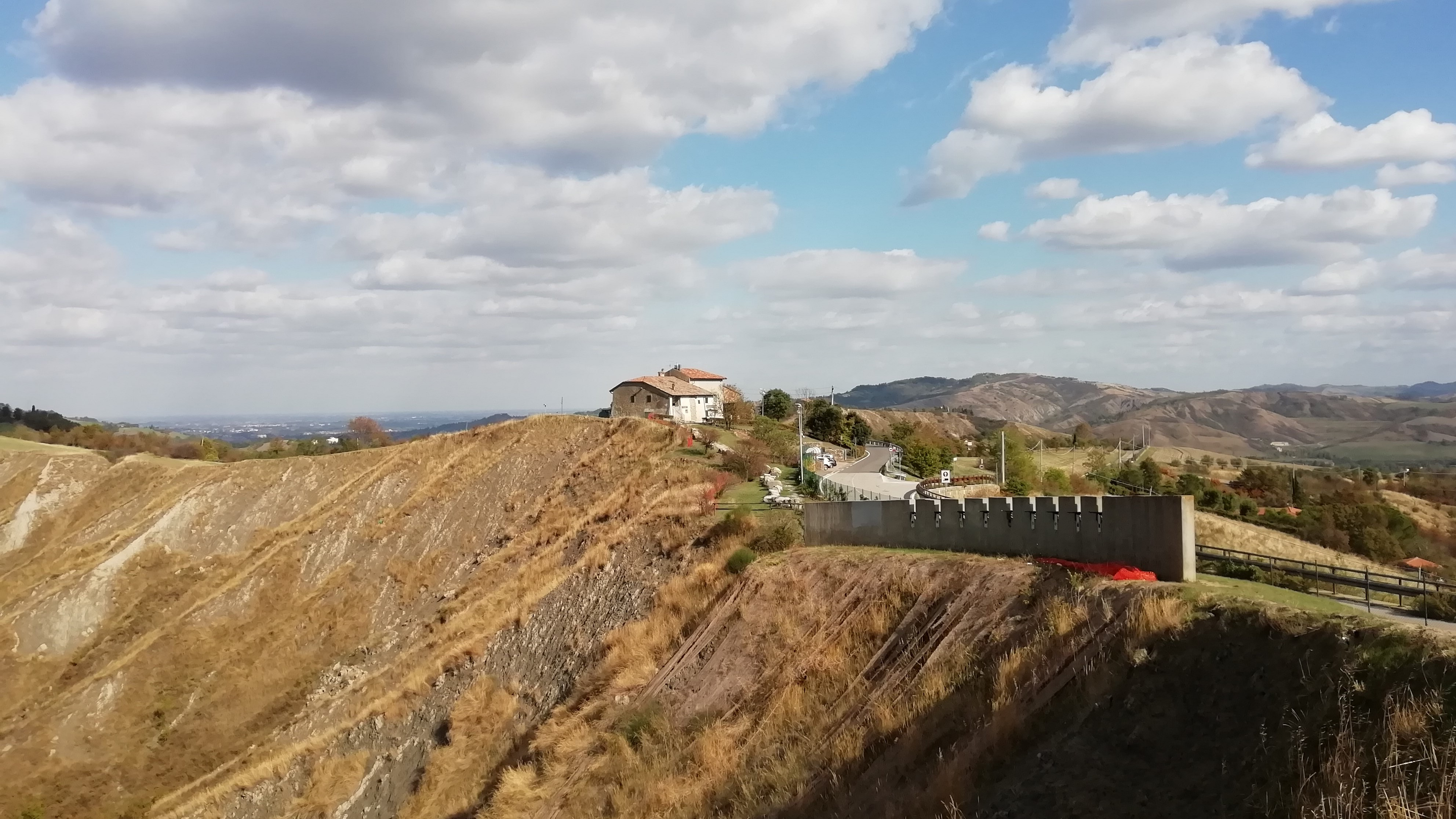
I calanchi e il memoriale

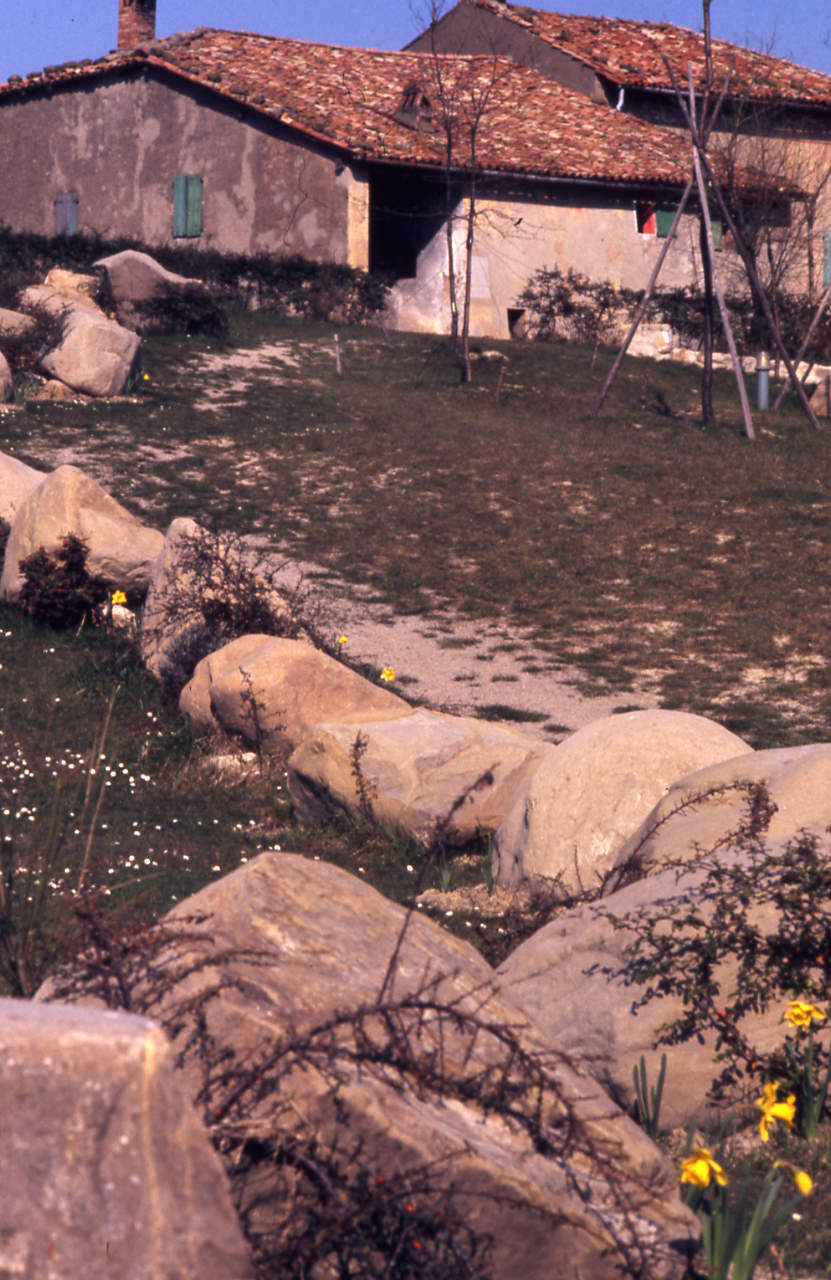
La fila di massi rappresentanti le vittime (Foto: Paolo Monti)

Il monumento si snoda sul crinale del calanco teatro dell'eccidio. Si articola in una fila di 53 massi cadenzati, su ognuno dei quali è inciso il nome di un trucidato, più un 54º a ricordo dei quarantasette caduti mai identificati. Continua poi con un muro curvo di cemento, che rappresenta il plotone d'esecuzione, nel quale si aprono delle feritoie da cui fuoriescono delle mitragliatrici.